# Stubby Kaye
Stubby Kaye (* 11. November 1918 in New York, New York, USA; † 14. Dezember 1997 in Los Angeles, Kalifornien), eigentlich Bernard Kotzin, war ein US-amerikanischer Entertainer, Sänger und Schauspieler.

## Leben
Kaye, der zu Lebzeiten seinen eigentlichen Namen nie verriet, begann 1939 seine Karriere in der Unterhaltungsindustrie, nachdem er einen Radiowettbewerb gewonnen hatte. Im amerikanischen Vaudeville trat er über ein Jahrzehnt lang als Comedian auf und unternahm während des Zweiten Weltkrieges auch Tourneen mit der USO zur Unterhaltung der Soldaten.
Am Broadway gelang Kaye 1950 der Durchbruch mit der Rolle des Nicely-Nicely Johnson im Musical „Guys and Dolls“, und mit der Rolle des Marryin' Sam im Musical „Li'l Abner“ (1956) setzte er seinen Broadway-Erfolg fort. Diese beide Rollen sollte er auch in den erfolgreichen Verfilmungen der Musicals spielen.
In den 1960er-Jahren erhielt Kaye eine eigene Kindersendung im Fernsehen und trat auch als komischer Nebenspieler in Kinofilmen auf, wie in Cat Ballou – Hängen sollst du in Wyoming (1965) als fahrender Musikant neben Nat King Cole. Im Fernsehen war Kaye Gast in verschiedenen Serien, wie in Love and Marriage (1959), Alfred Hitchcock zeigt (The Alfred Hitchcock Hour, 1963), Amos Burke  (Burke’s Law, 1963), The Monkees (1968), Adam-12 (1971) oder zuletzt in der britischen Science-Fiction-Langzeitserie Doctor Who (1987). Dazwischen war Kaye immer wieder entweder auf der Bühne zu sehen, in Musicals wie Everybody Loves Opal (1961), Good News (1974), The Ritz (1975), Fiddler on the Roof und Grind (1985), oder auf der großen Leinwand in der Musical-Verfilmung Sweet Charity (1969) oder dem Western Der Weg nach Westen (The Way West, 1967). Seine letzte größere Rolle spielte Kaye als Mordopfer Marvin Acme im Film Falsches Spiel mit Roger Rabbit (Who Framed Roger Rabbit, 1988).
Kaye war viermal Gastrater in What's My Line?, der amerikanischen Original-Vorlage von „Was bin ich?“, und Stammrater in 16 Folgen des Pantomime Quiz im amerikanischen Fernsehen.
Stubby Kaye war zweimal verheiratet: nur ein Jahr mit Jeanne Watson (1960/61) und bis zu seinem Tod an Lungenkrebs mit Angela Bracewell, einer ehemaligen Fernsehshow-Moderatorin im britischen Fernsehen.

## Filmografie (Auswahl)
- 1956: Schwere Jungs – leichte Mädchen (Guys and Dolls)
- 1959: Li’l Abner
- 1965: Cat Ballou – Hängen sollst du in Wyoming (Cat Ballou)
- 1967: Der Weg nach Westen (The Way West)
- 1988: Falsches Spiel mit Roger Rabbit (Who Framed Roger Rabbit)